# Ernest Henley
Pour les articles homonymes, voir Henley.
Ernest Henley (né le 31 mars 1889 à Brighton et décédé le 14 mars 1962 dans la même ville) est un athlète britannique spécialiste du 400 mètres. Son club était le Brighton & County Harriers.

## Biographie

### Palmarès
| Date | Compétition           | Lieu      | Résultat | Performance  |
| ---- | --------------------- | --------- | -------- | ------------ |
| 1912 | Jeux olympiques d'été | Stockholm | 3e       | 3 min 23 s 2 |

### Records
| Épreuve    | Performance | Lieu | Date |
| ---------- | ----------- | ---- | ---- |
| 400 mètres | 50 s 5      |      | 1910 |